# Banner (weksylologia)
Banner – weksylium, rodzaj flagi wieszanej pionowo. Górna część flagi na bannerze musi znaleźć się po lewej stronie. Tak więc dla bannera zawierającego heraldyczne barwy Polski barwa biała znajdzie się po stronie lewej.
Obecnie banner to najczęściej wydrukowany na płachcie materiału przekaz informacyjny lub reklamowy.